# Margaret Devaney
Margaret Delia Devaney (Kilmacowen, Sligo, 3 de mayo de 1892-Clifton, Nueva Jersey, 12 de junio de 1974) fue una ciudadana irlandesa, la novena hija de una familia de granjeros, que en 1912 viajó en la tercera clase del RMS Titanic, constituyendo una de los 705 supervivientes del naufragio.

## A bordo del Titanic
Devaney subió a bordo del Titanic en el puerto irlandés de Queenstown (actualmente, Cobh), la mañana del 11 de abril de 1912, como pasajera de tercera clase con sus amigas Mary Burns y Catherine "Kate" Hargadon. 
Varios de los hermanos de Devaney ya residían en los Estados Unidos y decidió unirse a ellos. Su hermano Michael, mozo de cuadra en Nueva York, le envió el billete.
Cuando el Titanic chocó contra un iceberg en la noche del 14 de abril, Devaney y sus compañeras subieron por unas escaleras hasta la cubierta de segunda clase. Una de sus amigas sufrió náuseas y se detuvo, junto con su otra compañera. Devaney siguió avanzando, pretendiendo regresar a buscarlas en cuanto localizara los botes salvavidas. Sin embargo, una vez en medio de la multitud, fue empujada hacia el interior del bote plegable C cuando se encontraba cerca de este. 
Mientras el plegable C era bajado, el Titanic empezó a escorarse pesadamente hacia el lado de babor y el bote chocó contra el casco del navío mientras tocaba el agua. Los que estaban a bordo emplearon sus manos y los remos para alejar al bote del costado del transatlántico. La tripulación tuvo dificultades para liberar al bote de sus amarres. Devaney ofreció su navaja a uno de los tripulantes, con la cual consiguió liberar el bote. 
Mientras el Titanic continuaba hundiéndose, el presidente de la White Star Line, Bruce Ismay, que se encontraba a bordo del plegable C, se dio la vuelta, siendo incapaz de soportar la visión.
El plegable C fue el primero de los cuatro botes de esta categoría en ser recuperado por el RMS Carpathia, a las 5:45, y tenía alrededor de 44 personas a bordo.
Mary y Catherine perecieron en el naufragio, y sus cuerpos, de haber sido recuperados, nunca fueron identificados.
Devaney salvó tres recuerdos del Titanic y esas reliquias aún son valiosas para sus descendientes. El primero fue su billete de tercera clase (que ella tenía en el bolsillo de la chaqueta cuando salió del barco). El segundo es la navaja de bolsillo que los tripulantes utilizaron para cortar las cuerdas del plegable C. El tercero es un estandarte de hierro con el emblema de la White Star, que fue extraído del bote salvavidas y entregado a Devaney mientras estaba a bordo del Carpathia. Dicho obsequio le fue otorgado por el hombre que se había encargado del mando del bote, con la justificación de que ella y su navaja eran las responsables de que el bote salvavidas hubiera podido abandonar el infortunado transatlántico.
El billete de Devaney fue conservado en el  Conservation Center Sea Art and Historic Artifacts en Filadelfia.

## Tras el naufragio
Devaney trabajó como sirvienta y contrajo matrimonio en 1919 con John Joseph O'Neill (1895-1960), un fontanero estadounidense de origen irlandés, en Nueva York y tuvieron seis hijos, de los cuales dos murieron en la infancia. 
Tras la muerte de su marido, Devaney se mudó a Clifton, en Nueva Jersey, donde residió el resto de su vida.

## Fallecimiento
Devaney falleció el 12 de junio de 1974, a los 82 años de edad, y fue enterrada en el Holy Name Cemetery de Nueva Jersey.